# Liste der Königinnen Portugals
Portugal hatte während des Bestehens der portugiesischen Monarchie (1143–1910) nur zwei weibliche Monarchen, Maria I. und Maria II., die als Königinnen aus eigenem Recht über das Land regierten.
Alle weiteren auf nachstehender Liste aufgeführten Königinnen trugen diesen Titel als Ehefrau, nicht als Herrscherin eigenen Rechts (also vergleichbar der heutigen Königin Silvia von Schweden). Sie hatten aber über ihre Ehemänner zum Teil erheblichen Einfluss auf die portugiesische Politik. Einige herrschten auch über längere Zeit als Regentinnen, etwa während der Minderjährigkeit ihrer Söhne.

## Königinnen während der Herrschaft desHauses Burgund
| Bild | Königin von–bis | Name                                           | Dynastie                       | Ehefrau von         |
| ---- | --------------- | ---------------------------------------------- | ------------------------------ | ------------------- |
|      | 1146–1157       | Mathilde von Savoyen                           | Haus Savoyen                   | Alfons I. Henriques |
|      | 1185–1198       | Dulce von Barcelona                            | Haus Barcelona                 | Sancho I.           |
|      | 1211–1220       | Urraca von Kastilien                           | Haus Burgund-Ivrea (Kastilien) | Alfons II.          |
|      | 1239–1246       | Mécia Lópes de Haro                            | Haus Haro                      | Sancho II.          |
|      | 1248–1253       | Mathilde von Dammartin                         | Haus Mello (Boulogne)          | Alfons III.         |
|      | 1253–1279       | Beatrix von Kastilien                          | Haus Burgund-Ivrea (Kastilien) | Alfons III.         |
|      | 1282–1325       | Heilige Elisabeth                              | Haus Barcelona (Aragón)        | Dionysius           |
|      | 1325–1357       | Beatrix von Kastilien                          | Haus Burgund-Ivrea (Kastilien) | Alfons IV.          |
|      | 1371–1383       | Leonore Teles de Menezes                       |                                | Ferdinand I.        |
|      | 1383–1385       | Beatrix von Portugal (de jure, nicht de facto) | Haus Burgund                   | Johann I.           |

## Königinnen während der Herrschaft des Hauses Avis
| Bild | Königin von–bis | Name                              | Dynastie                                  | Ehefrau von                |
| ---- | --------------- | --------------------------------- | ----------------------------------------- | -------------------------- |
|      | 1387–1415       | Philippa of Lancaster             | Anjou-Plantagenet / Haus Lancaster        | Johann I.                  |
|      | 1433–1438       | Eleonore von Aragonien            | Haus Trastámara (aragonier Trastámara)    | Eduard I.                  |
|      | 1447–1455       | Isabel von Portugal               | Haus Avis                                 | Alfons V.                  |
|      | 1475–1481       | Johanna von Kastilien             | Haus Trastámara (kastilischen Trastámara) | Alfons V.                  |
|      | 1481–1495       | Eleonore von Portugal             | Avis                                      | Johann II.                 |
|      | 1497–1498       | Isabella von Aragón und Kastilien | Haus Trastámara (aragonier Trastámara)    | Emanuel I., der Glückliche |
|      | 1500–1517       | Maria von Aragón                  | Haus Trastámara (aragonier Trastámara)    | Emanuel I., der Glückliche |
|      | 1518–1521       | Eleonore von Kastilien            | Habsburg (spanische Habsburger)           | Emanuel I., der Glückliche |
|      | 1525–1557       | Katharina von Kastilien           | Habsburg (spanische Habsburger)           | Johann III.                |

## Königinnen während der Herrschaft der spanischen Habsburger (Dinastia Filipina) /Personalunion Portugals mit Spanien
Die nachfolgenden Personen waren auch in Personalunion Portugals mit Spanien Königinnen von Spanien.
| Bild | Königin von–bis | Name                                        | Dynastie                                | Ehefrau von                                           |
| ---- | --------------- | ------------------------------------------- | --------------------------------------- | ----------------------------------------------------- |
|      | 1580            | Anna von Österreich                         | Habsburger (österreichische Habsburger) | Philipp I. (von Portugal = Philipp II. von Spanien)   |
|      | 1599–1611       | Margarete von Österreich                    | Habsburger (österreichische Habsburger) | Philipp II. (von Portugal = Philipp III. von Spanien) |
|      | 1621–1640       | Isabella von Bourbon (Élisabeth de Bourbon) | Bourbonen                               | Philipp III. (von Portugal = Philipp IV. von Spanien) |

## Königinnen während der Herrschaft des HausesBraganza
| Bild | Königin von–bis | Name                                                                                            | Dynastie                        | Ehefrau von   |
| ---- | --------------- | ----------------------------------------------------------------------------------------------- | ------------------------------- | ------------- |
|      | 1640–1656       | Luisa von Guzmán                                                                                | Medina-Sidonia                  | Johann IV.    |
|      | 1666–1668       | Maria Francisca Elisabeth von Savoyen, zum ersten Mal                                           | Savoyen                         | Alfons VI.    |
|      | 1683            | Maria Francisca Elisabeth von Savoyen, zum zweiten Mal                                          | Savoyen                         | Peter II.     |
|      | 1687–1699       | Marie Sophie von der Pfalz                                                                      | Wittelsbacher                   | Peter II.     |
|      | 1708–1750       | Maria Anna von Österreich                                                                       | Habsburger                      | Johann V.     |
|      | 1750–1777       | Maria Anna Viktoria von Spanien                                                                 | Bourbonen (spanische Bourbonen) | Joseph I.     |
|      | 1777–1816       | Maria I. (regierende Königin, zusammen mit ihrem Ehemann)                                       | Braganza                        | Peter III.    |
|      | 1816–1826       | Charlotte Johanna von Spanien                                                                   | Bourbonen (spanische Bourbonen) | Johann VI.    |
|      | 1826            | Maria Leopoldine von Österreich, auch Kaiserin von Brasilien                                    | Habsburger                      | Peter IV.     |
|      | 1826–1828       | Maria II. (als Herrscherin eigenen Rechts, zum ersten Mal, regiert praktisch nicht)             | Braganza                        |               |
|      | 1834–1853       | Maria II. (als Herrscherin eigenen Rechts, zum zweiten Mal, ab 1837 zusammen mit ihrem Ehemann) | Braganza                        | Ferdinand II. |

## Königinnen während der Herrschaft des HausesSachsen-Coburg und Gotha
| Bild | Königin von–bis | Name                                          | Dynastie                                          | Ehefrau von |
| ---- | --------------- | --------------------------------------------- | ------------------------------------------------- | ----------- |
|      | 1858–1859       | Stephanie von Hohenzollern                    | Hohenzollern (Hohenzollern-Sigmaringen)           | Peter V.    |
|      | 1861–1889       | Maria Pia von Savoyen                         | Savoyen                                           | Ludwig I.   |
|      | 1889–1908       | Amélie d’Orléans, letzte Königin von Portugal | Bourbonen (französische Bourbonen) / Haus Orléans | Karl I.     |